# 尼沃特 (科羅拉多州)
尼沃特（英語：Niwot）是位於美國科羅拉多州圓石縣的一個人口普查指定地區。

## 地理
尼沃特的座標為40°05′59″N 105°09′37″W / 40.09972°N 105.16028°W，而該地最高點為海拔高度2210米（即7260英尺）。

## 人口
根據2010年美國人口普查的數據，尼沃特的面積為10.38平方千米，當中陸地面積為10.35平方千米，而水域面積為0.03平方千米。當地共有人口4006人，而人口密度為每平方千米385人。